# 上海理工大学中英国际学院
上海理工大学中英国际学院（Sino-British College，SBC）是上海理工大学和布拉德福德大学、哈德斯菲尔德大学、利兹大学、利茲貝克特大學、利物浦約翰摩爾斯大學、曼徹斯特都會大學、索爾福德大學、谢菲尔德大学、谢菲尔德大学和雪菲爾哈倫大學聯合創辦的學院。該學院於2006年9月1日成立。該學院招生時按照高考上海理工大学的投档线錄取，而且實際錄取的學生分數比上海理工大学全校的最低录取分要高出10多分。該校提供本科學位和境外學位教育。另外該校的辦學地點不在上海理工大學本部，而是位於復興路校區。